# 梅莱特 (南达科他州)
梅莱特（英語：Mellette），是美国南达科他州下属的一座城市。根据2010年美国人口普查，该市有人口212人。论人口在本州排行第175。